# Národní obranné jednotky (Sýrie)
Národní obranné jednotky (Arabsky: قوات الدفاع الوطني‎, Quwat ad-Difāʿ al-Watanī), známé také jako Jednotky NDF (z anglického National defence forces) jsou syrská provládní milice zformovaná v průběhu Syrské občanské války, po létě roku 2012 syrskou vládou. Jedná se o dobrovolnickou složku Syrské armády.

## Vznik
Počátkem roku 2013 přijala syrská vláda opatření k formalizaci a profesionalizaci stovek lidových milicí pod novou ozbrojenou skupinu zvanou Národní obranné jednotky. Cílem bylo vytvořit z provládních domobran efektivní, místní vysoce motivovanou vojenskou sílu. NDF na rozdíl od Šabihy dostávala vládní dotace a vojenské vybavení. Později byla Šabiha včleněna do nových Národních obranných jednotek.
Mladí nezaměstnaní muži se přidávali do NDF, které jim připadaly přitažlivější než Syrská armáda, která byla považována za prolezlou povstalci. Spousta členů NDF řekla, že se ke skupině přidali kvůli tomu, že povstalci zabili členy jejich rodiny. V některých alavitských vesnicích se k Národním obranným jednotkám přidali téměř všichni bojeschopní muži.
Ostatní jako Drúzové z guvernorátu Suvajda se přidali, aby ochránili svoji zemi před Islámským státem. Ke konci června 2015 začala syrská armáda vyzbrojovat občany tohoto guvernorátu proti IS(dříve ISIS/ISIL, arabsky Dá´eš), který obtěžoval místní obyvatelstvo únosy, popravami a drancováním. Místní se stali velkou a vlivnou skupinou v rámci NDF v provincii.

### Vliv Íránu
Na vznik NDF osobně dohlížel íránský velitel jednotek Quds generál Suleimanim. Syrští bezpečnostní představitelé přiznali, že obdrželi pomoc od Íránu a Hizballáhu, které oba sehráli klíčovou roli ve formování jednotek NDF podle vzoru íránských jednotek Basídž. Členové Národních obranných jednotek obdrželi od Íránských revolučních gard výcvik pro partyzánskou městskou válku, od instruktorů Hizballáhu zase školení o vybavení používaném na Blízkém východě. Írán přispíval ke společnému sbližování obou milicí a poskytoval jim vojenské vybavení a výcvik. I USA prohlásily, že se Írán snaží o vytvoření skupiny podle vzoru jednotek Basídž, kdy někteří členové byli údajně vycvičeni v Íránu.

## Úloha
Jedná se především o pěchotní jednotky přímo bojující proti povstalcům na zemi a účastnící se pozemních operací spolu se Syrskou armádou, která jim poskytuje logistickou a dělostřeleckou podporu.
NDF jsou sekulární skupinou. Z toho vyplývá, že spousta jejich členů pochází ze zástupců syrských menšin jako jsou křesťané (včetně Arménů), Drúzové a Alavité. Podle deníku Washington Post a Wall Street Journal sehrály Národní obranné jednotky klíčovou v období od léta 2012, kdy spousta analytiků předpovídala pád prezidenta Asada a jeho vlády. V jednotce údajně působilo až 60 tisíc vojáků (červen 2013). Do srpna téhož roku se ale počet příslušníků zvýšil až na 100 000.
Jednotlivé skupiny NDF nejčastěji působí ve svých vlastních oblastech, ačkoliv se jejich členové mohou zúčastnit armádních operací. Jinak je známo, že se místní členové účastní bojových akcí, kvůli výborné znalosti prostředí.

### Lvice národní obrany
Od ledna roku 2013 mají NDF také ženské ozbrojené křídlo zvané Lvice národní obrany (nebo jen Lvice obrany), známé také pod zkratkou LND (z anglického: Lionesses of National Defence). Skupina čítá asi 500 žen vyzbrojených samopaly Kalašnikov, těžkými kulomety a granáty. Operuje především v syrském guvernorátu Homs.

### Další role
Co se spolehlivosti a loajality týče, velitelé Syrské armády stále více upřednostňují členy NDF, které považují za více oddané a motivované než obyčejné armádní odvedence pomáhající při vojenských operacích. Jsou také používány jako podpůrná pěchota při postupu obrněných jednotek. Jeden z armádních velitelů, který si nepřál být jmenován řekl, že regulérní armáda se čím dál tím víc věnuje roli logistické, zatímco bojovníci NDF, se stávají hlavní bojovou složkou.

## Výcvik
Doba výcviku se pohybuje od 2 týdnů do jednoho měsíce v závislosti na jednotlivci. Rekrut se učí základy boje, střelbě či technikám zpravodajství.

## Údajné neshody mezi NDF a SAA
Podle protivládních aktivistů vypukla 30. dubna roku 2015 v guvernorátu Homs přestřelka mezi NDF a Syrskou armádou po tom, co se bezpečností složky pokusily po stížnostech obyvatel zatknout místní vůdce NDF, kteří se měli chovat protiprávně. Přestřelka si údajně vyžádala několik mrtvých.